# Zingiberidae
La sottoclasse Zingiberidae, appartenente alla classe Liliopsida (Monocotyledoneae), comprende piante erbacee, solitamente terrestri o epifitiche, ed eccezionalmente arboricole, hanno foglie alternate, a volte tutte basali. I suoi fiori formano infiorescenze con brattee di colori vivaci. Il perianzio mostra tre sepali - liberi o connati - sempre diversi dai petali;  questi di solito sono tre e possono apparire liberi.
L'androceo presenta 6 stami in due cicli di tre; in alcuni casi solo uno di essi è funzionale, mentre il resto forma un anello staminodale. Il gineceo, a sua volta, ha 3 carpelli saldati e un'ovaia generalmente inferiore e triloculare, anche se occasionalmente uniloculare.
Il frutto è solitamente capsulare o baciforme, raramente schizocarpo o frutto multiplo. Sono solitamente ermafroditi, anche se alcuni possono essere unisessuali

## Sistema Cronquist
Secondo il sistema Cronquist è suddivisa in due ordini in cui si annoverano 9 famiglie e circa 3 800 specie.
- Ordine Zingiberales
  - Zingiberaceae
- Ordine Bromeliales
  - Bromeliacee